# Jomudhäst
Jomudhästen är en hästras som först föddes upp av en stam kallad Iomudfolket i södra Turkmenistan där de avlades fram med hjälp av stäpphästar. Rasen avlas fortfarande på samma sätt, genom at de får gå halvvilt i stora hjordar som hålls i öknarna och på stäpperna, en avelsteknik som ger sunda, tåliga och härdade hästar som klarar sig på lite foder. 

## Historia
Iomudfolket har i alla år fångat in och tämjt de vilda stäpphästarna i södra delarna av Turkmenistan. De användes oftast som packdjur. Under 1300-talet fick man även tillgång till arabiska fullblod som användes i aveln. Sedan dess har rasen avlats fram på precis samma sätt som för flera hundra år sedan, men rasens antal har sjunkit kraftigt. 
1983 skapades en organisation som startade flera stuterier i hopp om att bevara rasen och en tydligare rasstandard sattes. Idag finns ca 240-250 avelsston av rasen, jämfört med de 140 som fanns innan organisationen startades och ett center för bevarandet av rasen är under uppbyggnad i landet. 

## Egenskaper
Jomudhästen har alla egenskaper som ökenhäst, bland annat naturlig sundhet och härdighet, egenskaper som bland annat nedärvts från araben, men även hur de avlas. Men hästen är kraftigare än sina föregångare och med ett lugnt temperament. Huvudet är stort och nosryggen ganska rak. Hästen är långlivad, seg och hälsosam med ett flytande steg.